# Алёшина, Тамара Ивановна
Тама́ра Ива́новна Алёшина (по мужу — Толубеева; 10 мая 1919, Петроград — 21 сентября 1999, Санкт-Петербург) — советская актриса, заслуженная артистка РСФСР (1957).

## Биография
Родилась 10 мая 1919 года.
В 1940 году окончила Ленинградский театральный институт.
В 1940—1995 годах — актриса Ленинградского театра им. Пушкина. Исполняла лирико-бытовые и характерные роли русских женщин.
Заслуженная артистка РСФСР (1957).
Была женой народного артиста СССР Юрия Владимировича Толубеева (1906—1979), их сын — Андрей Толубеев (1945—2008).
Умерла в Санкт-Петербурге 21 сентября 1999 года. Похоронена на Волковском православном кладбище.

## Творчество

### Роли в театре

#### Ленинградский академический театр драмы имени А. С. Пушкина
- 1940 — «Горе от ума» А. С. Грибоедова — Софья
- 1942 — «Русские люди» К. М. Симонова — Валя
- 1945 — «Великий государь» В. А. Соловьёва — Ирина Годунова
- 1945 — «Горячее сердце» А. Н. Островского — Параша
- 1945 — «Дворянское гнездо» по И. С. Тургеневу — Лиза Калитина
- 1946 — «Горе от ума» А. С. Грибоедова — Лиза
- 1947 — «Школа злословия» Р. Шеридана — Мария
- 1949 — «Полководец Суворов» И. В. Бахтерева и А. В. Разумовского — Наташа
- 1951 — «В середине века» А. В. Софронова — Елена
- 1952 — «Высокая волна» Г. Е. Николаевой и С. А. Радзинского —
- 1952 — «Пигмалион» Б. Шоу — Элиза Дулитл
- 1954 — «Золотопромышленники» Д. Н. Мамина-Сибиряка — Анисья Тихоновна Молокова
- 1956 — «Испытание» П. Белобородова — Елена
- 1956 — «Одна ночь» Б. Л.  Горбатова — Варя
- 1958 — «Бег» М. А.  Булгакова — Люська
- 1959 — «Сын века» —
- 1961 — «Взрыв» Б. Войтехова —
- 1962 — «Ливень» Б. Войтехова — Ольга
- 1963 — «Семья Журбиных» В. А. Кочетова и С. С. Кара — Лида, жена Виктора
- 1963 — «Платон Кречет» А. Е. Корнейчука — Лида
- 1966 — «Душной ночью» Дж. Болла и С. Силлифанта — миссис Колберт
- 1967 — «Дело, которому ты служишь» по  Ю. П. Герману — Вера Николаевна, жена Устименко
- 196? — «Тяжкое обвинение» Л. Р. Шейнина — Лариса Лукинична
- 1970 — «Мария» А. Д. Салынского — Безверхая
- 1974 — «Похождения Чичикова, или Мёртвые души» по Н. В. Гоголю — Софья Ивановна, дама просто приятная
- 1974 — «Из жизни деловой женщины» А. Б. Гребнева — Анна Никитична
- 1976 — «Дети солнца» М. Горького — Меланья
- 1977 — «Пока бьётся сердце» Д. Я. Храбровицкого — Секретарша

## Фильмография
- 1940 — Приятели — Ирина
- 1941 — Фронтовые подруги — Зина Маслова, дружинница
- 1941 — Подруги, на фронт! (короткометражный) — Зина
- 1944 — Морской батальон — Галя, невеста Сергея Маркина
- 1945 — Небесный тихоход — старший лейтенант Маша Светлова
- 1953 — Алёша Птицын вырабатывает характер — Наталья Федоровна, мама Алеши, врач
- 1953 — Горячее сердце — Параша Курослепова
- 1955 — Михайло Ломоносов — императрица Елизавета Петровна
- 1955 — Таланты и поклонники — Нина Васильевна Смельская, актриса
- 1956 — Одна ночь — Варя
- 1956 — Приключения Артёмки — Мотя
- 1957 — Ласточка — Вера Степановна
- 1958 — Повесть наших дней — Оксана Синеокая
- 1960 — Победитель (короткометражный) — Вера Сергеевна
- 1960 — Самолёт уходит в 9 — Ксения Головко
- 1960 — Третья, патетическая (фильм-спектакль) — Настя, дочь Гвоздилина
- 1963 — Очарованный странник — Евгенья Семеновна, гражданская жена князя
- 1964 — Дети Ванюшина — Людмила
- 1965 — Обломов — Агафья Матвеевна Пшеницына
- 1965 — Старые друзья — Елизавета Ивановна
- 1981 — Фамильная реликвия — Тамара Михайловна
- 1984 — Перегон — мать Вольнова
- 1984 — Букет мимозы и другие цветы — эпизод

Озвучивание
- 1959 — Подводные рифы — Лидия
- 1960 — «Семья Мяннард» — Маали

## Звания и награды
- Заслуженная артистка РСФСР (1957)
- Орден «Знак Почёта» (1982)
- Медали.